# Burg Steinbach
Die Burg Steinbach ist eine abgegangene Burg in Untersteinbach, etwa drei Kilometer nördlich von Lindlar im Oberbergischen Kreis in Nordrhein-Westfalen.
Von der Burg aus wurde das Amt Steinbach im Herzogtum Berg verwaltet. Die Feste Steinbach wird in den Jahren 1397, 1402 und 1423 ausdrücklich erwähnt. In einer Urkunde vom 6. September 1363 wird das Amt Steinbach vermerkt: „Item de Wipperfelde, Bechen, Curten, Oylpe, Lyntlan, Ouerroide, Engelskirchen, Keppel et parochia de Wippervuerde in officio de Steynbech“. Es entsprach bis zum Ende des Herzogtums Berg 1806 ungefähr dem von 1816 bis 1932 bestehenden Kreis Wipperfürth. Der Ursprung von Amt und Burg dürfte auf das 13. Jahrhundert zurückreichen. Die Örtlichkeit Untersteinbach war ein Hof, der unmittelbar dem Landesherrn gehörte. Später, im 16. und 17. Jahrhundert, war die Burg Neuenberg in Lindlar-Frielingsdorf Sitz der Amtsmänner.
In den Lindlarer Kirchenrechnungen erscheint 1573, 1577 und 1656 jedoch noch ein kurfürstliches Hofgericht zu Untersteinbach. Die Flurbezeichnung „am Galgenböschelchen“ scheint noch damit zusammenzuhängen.
Die Burg befand sich auf einer Wiese am Siefen Steinbach unterhalb von Untersteinbach. Es blieben nur geringe Reste übrig. Ein kleiner, etwa bis 1,5 m Hügel enthielt Fundamentreste von 10 bis 15 m Durchmesser. Der Lehrer A. Vogt aus Linde schrieb 1876 über diese Stelle: „Die Ruinen liegen in einem Tale, in einer Wiese und ist weiter nichts zu sehen, als eine ringförmige Erhöhung, in der Mitte eingesunken, von geringem Umfang“. Unterhalb der Burg bestand ein Damm; der aufgestaute Weiher umgab das Burghaus. Die letzten sichtbaren Mauer- und Holzreste des Burghauses wurden 1962 beseitigt; das Gelände wurde bis 1965 eingeebnet; am Bach finden sich noch Steine mit Mörtelspuren.